# Hernia cerebral
Una hernia cerebral es una protrusión de un compartimiento craneal a otro a consecuencia de una expansión rápida de la presión intracraneal.
En una hernia cerebral (en castellano, la palabra correcta es «hernia», ya que la palabra herniación es un anglicismo que tendría el mismo significado y no es aceptada por la RAE) el cerebro puede así "herniarse" por debajo de la hoz del cerebro, en la cisura interhemisférica, a través del agujero del "tentorium cerebelli" o tienda del cerebelo o también a través del foramen magnum del hueso occipital en la base del cráneo por donde penetra la médula espinal. Una hernia cerebral puede ser causada por varios factores que aumentan la presión intracraneal, como en el caso de edema o una lesión traumática del cerebro. Debido a que una hernia del cerebro produce tan elevada presión sobre porciones del cerebro, este es un trastorno a menudo fatal y una emergencia médica.
Una hernia cerebral puede también ser resultado de una punción lumbar o una craneotomía.

## Clasificación

Diagrama que muestra cuatro formas de hernia cerebral: 1) Hernia uncal. 2) Hernia diencefálica con descenso del tallo encefálico. 3) Hernia del cíngulo por debajo de la hoz del cerebro. 4) Hernia transcalvaria. 5) Hernia transtentorial, sobre la tienda del cerebelo y 6) Hernia amigdalina a través del agujero occipital.

Existen dos tipos principales de hernia cerebral, una supratentorial y otra infratentorial —dependiendo si ocurren por encima o por debajo de la tienda del cerebelo, respectivamente—, de los cuales aparecen tipos diferentes de hernias intracraneales. Las hernias supratentoriales son la transtentorial y la del cíngulo, mientras que las subtentoriales son amigdalina y diencefálica.

### Hernias supratentoriales

#### Hernia transtentorial
La hernia transtentorial, uncal, uncinada o temporal expanden un hemisferio cerebral de tal modo que el lóbulo temporal, en su porción interna, produce una hernia hacia abajo, sobre la tienda del cerebelo, comprimiendo los pedúnculos cerebrales y la arteria cerebral posterior. El resultado son alteraciones del nivel de la conciencia, hasta el coma y la muerte. Puede haber afectación del tercer par craneal por distensión y compresión haciendo que se origine una pupila midriática ipsilateral a la lesión. Otras compresiones pueden ocurrir sobre el acueducto y de la arteria cerebral posterior que causa infarto hemorrágico (hemorragia de Duret) de los lóbulos occipitales.

#### Hernia del cíngulo
La hernia del cíngulo, cingular, subfalcina o de la circunvolución del cuerpo calloso son lesiones expansivas en el hemisferio cerebral (lóbulo frontal) que empujan la circunvolución del cíngulo por debajo de la hoz del cerebro. La consecuencia clínica es una compresión de la arteria cerebral anterior con infarto cerebral secundario de las áreas irrigadas.

##### Signos clínicos
- Hemiplejía contralateral.
- Desviación conjugada de los ojos hacia el lado de la lesión.
- Trastornos esfinterianos.

### Hernias infratentoriales

#### Hernia amigdalina
Son lesiones expansivas de la fosa posterior, el cerebelo protruye hacia el agujero occipital o foramen magno con compresión del bulbo raquídeo. Como consecuencia puede haber disfunción de los centros de la respiración y función cardiaca, por lo que son frecuentemente mortales.

#### Hernia diencefálica
En la hernia diencefálica, hay tumefacción difusa en ambos hemisferios cerebrales con compresión de los ventrículos y descenso del tálamo y del tallo encefálico. Ello produce desgarro de las arterias y venas del tronco encefálico con destrucción hemorrágica irreversible.